# Wrightsville (Arkansas)
Wrightsville è un comune degli Stati Uniti d'America, situato in Arkansas, nella contea di Pulaski.